# Dean Andrews
Dean Andrews (Rotherham, 6 augustus 1963) is een Engelse acteur die bekendheid kreeg door zijn rol DS Ray Carling in de BBC One series Life on Mars en Ashes to Ashes.

## Carrière
Andrews heeft geen toneelopleiding gevolgd, maar rolde in de film- en televisiewereld door zijn auditie voor de film The Navigators van Ken Loach. Loach filmde in Sheffield en wilde naast professionele acteurs ook met lokale entertainers uit de clubscene werken om zijn film een authentieke 'feel' te geven. Andrews was in Sheffield werkzaam als zanger en werd gecast.
Sindsdien is hij blijven acteren en speelde onder meer in de met een BAFTA bekroonde serie Buried en de met filmfestivalprijzen overladen film My Summer of Love (2004). Bij het grote publiek werd bij bekend door de series Life on Mars en Ashes to Ashes.

### Film
- 2001 The Navigators
- 2004 My Summer of Love
- 2005 Love + Hate
- 2005 Faith
- 2006 Missing
- 2009 Salvage

### Televisie
- 2002 EastEnders (1 aflevering)
- 2002 EastEnders: Ricky & Bianca
- 2003 Buried
- 2003 Clocking Off (1 aflevering)
- 2003 Between the Sheets (miniserie)
- 2004 No Angels (3 afleveringen)
- 2004 Casualty (1 aflevering)
- 2004 Blue Murder (1 aflevering)
- 2005 Wire in the Blood (1 aflevering)
- 2006 Shameless (1 aflevering)
- 2006 New Street Law (1 aflevering)
- 2006-2007 Life on Mars (16 afleveringen)
- 2007 True Dare Kiss (2 afleveringen)
- 2007 The Street (2 afleveringen)
- 2008-2009 Ashes to Ashes (16 afleveringen)

## Privéleven
Dean Andrews is getrouwd en heeft twee dochters, die geboren werden in 1985 en 1991.